# Cran

Cran

En tipografia un cran "és una marca feta sobre els motllos de lletra per a poder-los posar correctament a la "caixa" abans de la impressió".
Més tècnicament, aquesta paraula es defineix com «Fenedura que tenen les lletres a l'arbre, i serveix per facilitar la seva col·locació i per distingir els tipus d'un mateix cos". Alguns tipus tenien 2 ó 3 crans, però en la tipografia digital, el cran ha desaparegut, ja que no té sentit.
Alguns tractadistes utilitzen  cran  com a sinònim de l'anglès  kerning , que fa referència al procés d'ajustar l'espaiat entre parells de lletres. Amb aquest valor té escàs ús, ja que es prefereix deixar el terme anglès o s'utilitzen altres alternatives com interlletratge. Aquesta equivalència prové de l'homònim francès, amb un significat semblant a  orelletes , que denota el petit sortint que havien de fer els tipògrafs en les peces de plom a causa de la morfologia d'alguns caràcters perquè la lletra no quedés molt separada visualment (es tracta, per tant, d'un fals amic).